# 14820 Aizuyaichi
14820 Aizuyaichi este un asteroid din centura principală de asteroizi.

## Descriere
14820 Aizuyaichi este un asteroid din centura principală de asteroizi. A fost descoperit pe 14 noiembrie 1982 la Kiso de Hiroki Kosai și Kiichiro Hurukawa. Asteroidul prezintă o orbită caracterizată de o semiaxă mare de 2,16 ua, o excentricitate de 0,21 și o înclinație de 3,3° în raport cu ecliptica.